# 25ª Brigada Aerotransportada (Ucrania)
25ª Brigada Aerotransportada Independiente Sicheslav: (Ucraniano: 25-та окрема повітрянодесантна Січеславська бригада) es una unidad militar aerotransportada de las Fuerzas de Asalto Aéreo de Ucrania. Esta acantonada Hvardiiske, Óblast de Dnipropetrovsk
Es la única unidad militar aerotransportada de las Fuerzas de Asalto Aéreo de Ucrania que tiene vehículos de combate de infantería aerotransportados BMD-1 y BMD-2 en su inventario. Además, es la única unidad que puede ser lanzada en paracaídas, junto con sus vehículos blindados, desde aviones Il-76MD y An-70.

## Historia
Entre el 25 de junio y el 11 de agosto de 1969, el 217.º Regimiento Aerotransportado de la Guardia (Base n.º 11389 [¿Unidad militar n.º 11389?]) de la 98.ª División Aerotransportada de la Guardia de las Tropas Aerotransportadas soviéticas se trasladó a Bolhrad (Bolgrad),  Óblast de Odesa.
Después de la Disolución de la Unión Soviética, la 98 División Aerotransportada de Guardias se dividió entre la Ucrania y la Federación Rusa. En la primavera de 1993, el 217º Regimiento Aerotransportado de Guardias se trasladó a Ivanovo en Rusia. También se reubicaron la bandera de batalla del regimiento, la Orden de Kutuzov y el 55% de los suministros.

## Unidad actual
Por orden del Ministro de Defensa de Ucrania, en mayo de 1993 se formó en Bolhrad la nueva brigada aerotransportada ucraniana basada en los elementos del 217.ª Regimiento Aerotransportado de la Guardia Soviética. El 1 de diciembre de 1993, la brigada finalmente se formó como una de las unidades de la 1.ª División Aeromóvil.
Desde octubre de 1995 hasta diciembre de 1999, 800 paracaidistas de la brigada sirvieron como parte del 240º Batallón Especial en la ex Yugoslavia. Posteriormente sirvieron como fuerzas de paz en Kosovo.
Entre mayo y junio de 2002, la Brigada fue reubicada en el asentamiento de tipo urbano Hvardiyske, Óblast de Dnipropetrovsk. La brigada recibió la designación honorable "Dnipropetrovsk", por sus logros en la batalla y su alto nivel de profesionalismo. El 16 de julio de 2002, El Presidente de Ucrania Leonid Kuchma otorgó a la unidad su nueva Bandera de Batalla.
Por orden del Ministro de Defensa, la Brigada fue transferida de la 1.ª División Aeromóvil al 6.º Cuerpo de Ejército el 8 de noviembre de 2002.
Sukhoputnykh viys'k Zbroynykh Syl Ukrayiny) hasta su nombre actual.

## Operaciones de combate

### Guerra del Dombás
El 13 de junio de 2014, un transporte IL-76 fue derribado y mató a cuarenta soldados de la 25ª Brigada Aerotransportada cerca de Luhansk, Ucrania. “En la noche del 13 al 14 de junio, disparando desde un cañón antiaéreo y una ametralladora de gran calibre, las fuerzas contrarias al régimen derribaron con cinismo y traición un avión de transporte de las fuerzas armadas de Ucrania IL-76 que transportaba personal para la rotación, ”, dijo en un comunicado publicado en el sitio web oficial del Ministerio de Defensa.
Una compañía de la brigada se desplegó en Crimea durante la crisis de Crimea de 2014. Se convirtió en una de las pocas unidades ucranianas, si no la única, que abandonó Crimea como una unidad, aún portando sus armas.

### Invasión rusa de Ucrania
La unidad participa en combate en la invasión rusa de Ucrania de 2022. El 15 de marzo de 2022, se publicó un video que mostraba cómo la brigada destruía un tanque ruso. El 18 de marzo de 2022, la brigada publicó más fotografías de los T-72 rusos destruidos.

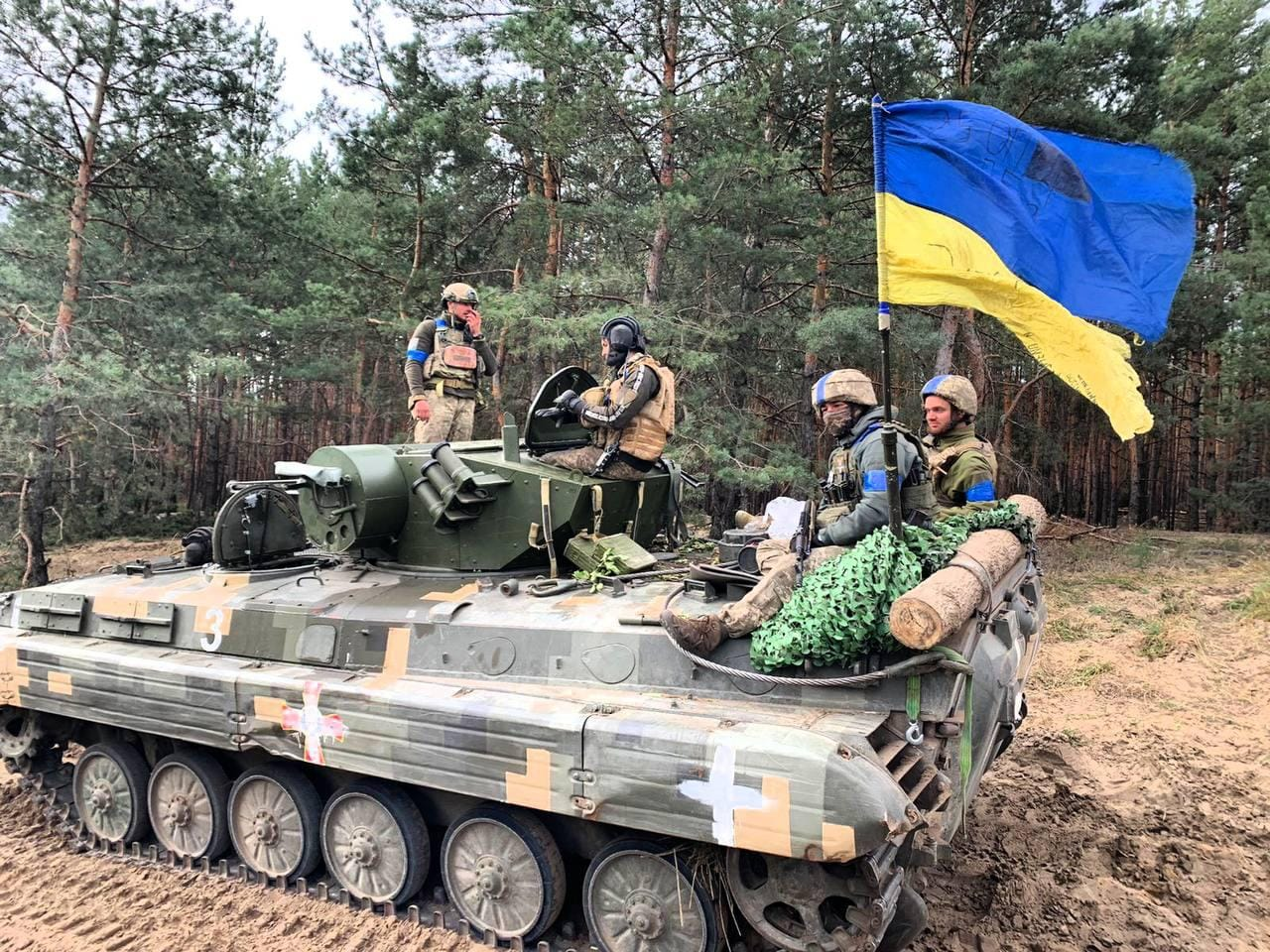
BMP de la Brigada 25 Aerotransportada con la Bandera de Ucrania

En septiembre de 2022, se vio a la brigada llegar a las afueras de Kúpiansk junto con el Grupo Alfa  del Servicio de Seguridad de Ucrania , 92ª Brigada Mecanizada Independiente Ivan Sirko y 80.º Regimiento Aeromóvil . Ese mismo día, el periódico Kyiv Post anunció la liberación de la ciudad, a pesar del silencio operativo de las Fuerzas Armadas de Ucrania. El Ministerio de Defensa del Reino Unido comentó, sugiriendo que la captura de la ciudad asestó un "golpe significativo" debido a los nodos de suministro rusos que se dirigían a la región de Dombás.

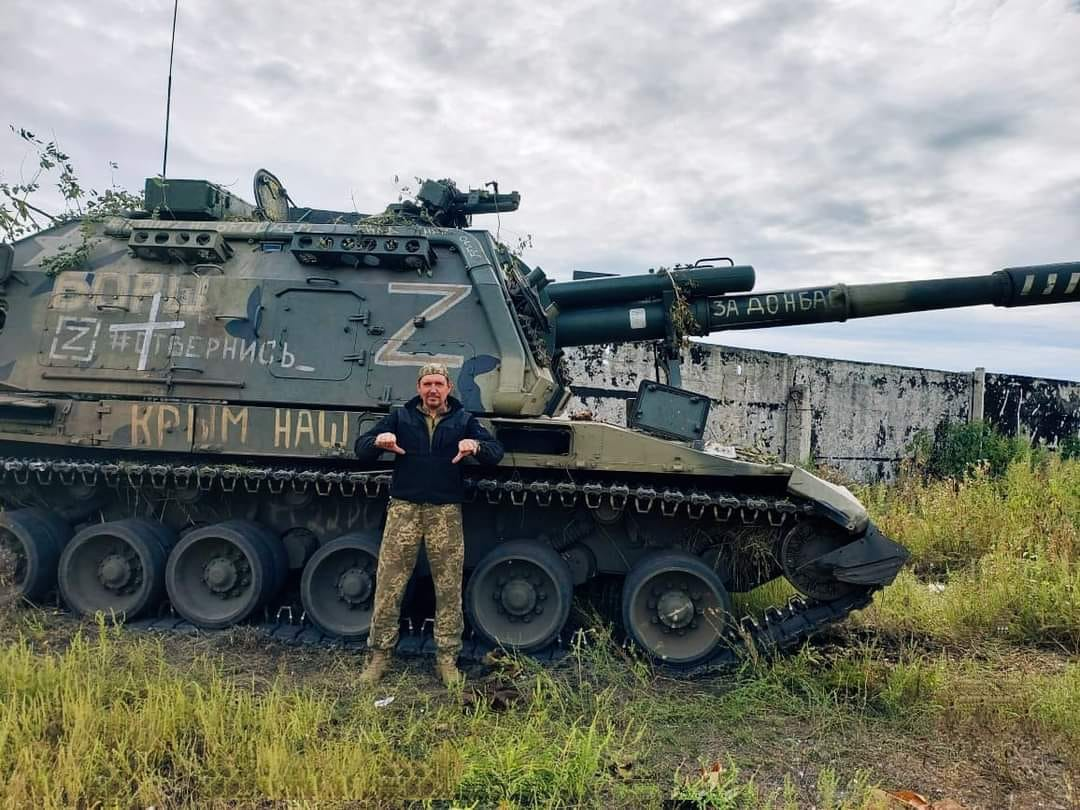
Equipo militar ruso capturado por la Brigada

## Estructura
A partir de 2022, la estructura de la brigada es la siguiente:
- 25 Brigada Aerotransportada, Hvardiiske
  - Cuartel General y Compañía del Cuartel General
  - 1.er Batallón
  - 2.º Batallón
  - 3.er Batallón
  - Compañía de Tanques (La compañía de tanques de la 25.ª Brigada Aerotransportada, equipada con tanques T-80BV).
  - Compañía de reconocimiento
  - Grupo de Artillería
  - Compañía Antiaérea
  - Compañía de Ingenieros
  - Compañía de Mantenimiento
  - Compañía de Protección
  - Compañía Logística
  - Compañía de apoyo material
  - Compañía Médica
  - Compañía de Comunicación
  - Compañía de Defensa Nuclear, Radiológica, Biológica y Química
  - Compañía de Campo de pruebas
  - Banda Musical de Brigada

## Comandantes
- Coronel Iván Volodymyrovych Aleshchenko 1993 - 1996
- Coronel Oleksandr Mykolaiovych Zashchytnikov 1996 - 1998
- Teniente Coronel Yuriy Anatoliovych Garbus 1998 - 1999
- Coronel Andriy Ivanovych Maksymenko 1999 - 2001
- Coronel Ihor Vasyliovych Luniov 2001 - 2003
- Coronel Ihor Yaroslavovych Stelmah 2003 - 2004
- Teniente Coronel Volodymyr Vasyliovych Kolchik 2004 - 2006
- Coronel Oleh Volodymyrovych Svystak 2006 - 2007
- Coronel Yuriy Ivanovych Sodol' 2007-presente

## Tradiciones
El 16 de julio de 2002, la brigada recibió el nombre honorífico de "Dnipropetrovsk". El 23 de agosto de 2021, de conformidad con el Decreto del Presidente de Ucrania n.º 414/2021 del 23 de agosto de 2021, a la brigada se le asignó el nombre honorífico "Sycheslavska", y el Decreto del Presidente de Ucrania del 16 de julio de 2021. 2002 n.º 654 "Sobre la asignación del nombre honorífico "Dnipropetrovsk" a la brigada de 25 unidades aerotransportadas Independientes de las Fuerzas Terrestres de las Fuerzas Armadas de Ucrania" - reconocido por haber perdido su validez. El 14 de octubre de 2021, en Zaporiyia en la isla de Khortytsia, durante la visita del presidente de Ucrania, Volodímir Zelenski, el comandante de brigada, el coronel Yevhen Kurash, recibió una bandera de batalla con una cinta con un nombre honorario.
El 28 de junio de 2022, la brigada recibió la medalla militar "Por Coraje y Valentía".
Valery Ananiev, un soldado de la brigada, escribió el libro de ficción Huellas en el Camino, que, entre otras cosas, describe el servicio de Valery en la brigada antes del comienzo de la guerra ruso-ucraniana y su experiencia y trayectoria de combate después de que comenzó.